# 貝雷霍韋 (扎波羅熱州)
47°0′3″N 35°31′14″E / 47.00083°N 35.52056°E
貝雷霍韋（烏克蘭語：Берегове），是位於烏克蘭東南部的村莊，由扎波羅熱州梅利托波爾區的泰爾平尼亞市鎮負責管轄。該村處於尤尚利河畔，分別距離普羅明1公里和扎里奇涅3公里，面積0.71平方公里，海拔高度26米，2001年人口121。